# El Soler de Timoneda
El Soler de Timoneda és una masia situada al poble de Timoneda pertanyent al municipi de Lladurs, comarca del Solsonès.